# Patrick Leahy (Leichtathlet)
Patrick Leahy (Patrick Joseph „Pat“ Leahy; * 20. Mai 1877 in Charleville, Irland; † 29. Dezember 1927 in Chicago, Vereinigte Staaten) war ein irischer Leichtathlet, der bei Olympischen Spielen für das Vereinigte Königreich von Großbritannien und Irland antrat. 
Leahy wuchs als einer von sieben Brüdern auf dem Land zwischen Cork und Limerick auf. Alle Brüder waren hervorragende Sportler. 1901 führte Patrick Leahy mit 1,95 Meter die Weltbestenliste im Hochsprung an, 1898 soll er sogar 1,96 Meter gesprungen sein. 1902, 1904, 1905 und 1908 führte sein Bruder Con Leahy die Weltbestenliste im Hochsprung an und 1910 sein Bruder Timothy. Patrick Leahy war auch Weltbester im Weitsprung 1902 mit 7,29 Meter und im Dreisprung 1900 und 1901.
Bei den Olympischen Spielen 1900 trat Patrick Leahy in drei Sprungdisziplinen an. Er wurde im Hochsprung Zweiter mit 1,78 Meter, im Weitsprung Dritter mit 6,95 Meter, und im Dreisprung belegte er mit 13,36 Meter den vierten Platz. Bei den Olympischen Spielen 1908 nahm Patrick Leahy nochmals am Hochsprung teil. Mit 1,77 Meter verpasste er das Finale, in dem sein Bruder Con zweiter wurde.
1909 wanderten Con und Patrick Leahy in die Vereinigten Staaten aus.